# Il camaleonte assassino
Il camaleonte assassino (The Pretender 2001) è un film per la televisione statunitense del 2001, diretto da Frederick King Keller e tratto dalla popolare serie televisiva Jarod il camaleonte. Il film è andato in onda in syndication su Turner Network Television il 22 gennaio 2001, un anno dopo la fine della serie.

## Trama
Alcuni uomini sono riuniti in una stanza e stanno esaminando alcune fotografie di Jarod, simulatore che può diventare chiunque voglia. La squadra incaricata del suo inseguimento è formata da tre membri. La prima è Miss Parker, sua amica d'infanzia, interessata solo a catturarlo e a scoprire la verità sulla morte di sua madre; poi Sydney, psichiatra che ha addestrato Jarod e gli ha fatto da padre, unico suo vero legame col Centro. Infine Broots, tecnico informatico che ha permesso di tenere le sue tracce per tutto questo tempo. L'uomo spiega che dopo l'esplosione nella metropolitana, verificatasi mentre Jarod e Miss Parker inseguivano il loro fratello Ethan, nessuno sa cosa sia successo ai tre.
Miss Parker ha una visione che la perseguita da quando è riuscita a scappare dall'esplosione: si trova in una stanza in fiamme, bloccata a terra sotto dei detriti, con una trave infuocata che sta per caderle addosso. Improvvisamente la madre le appare, con alla mano un anello che emana una luce abbagliante, e le consiglia di chiedere la verità a suo padre, che conosce tutti i segreti. Sydney cerca di aiutarla a capire questo sogno, ma lei sa che si tratta di una visione e che sembrava molto reale.
Anche Jarod ha ancora incubi continui del Centro: lui ed Ethan sono nascosti in uno dei suoi rifugi e parlano molto della vita del simulatore, nonché della sua volontà di ritrovare sua madre. Ethan ha anche notato che Miss Parker lo insegue sempre e non lo lascia un istante in pace, Jarod è preoccupato per lei e spera che si sia salvata. Ethan afferma che le voci dicono che la sorella è viva, così Jarod capisce che per loro è tempo di scappare. Al notiziario, Jarod sente la notizia di un agente dell'NSA, Edward Ballinger, rimasto ferito in una sparatoria durante la quale è morto un diplomatico. Jarod conosceva Eddie, era un altro simulatore del Centro, conosciuto verso la fine della sua prigionia e col quale era scappato.
Il signor Parker è sparito di nuovo: la figlia lo va a cercare a casa sua e trova segni di colluttazione; l'uomo stava guardando i filmati di quando aveva sparato a Raines per farlo tacere. Miss Parker va poi a parlare col fratello Lyle, l'ultimo con cui ha parlato il padre, ma lui mente dicendo di non sapere dove sia e la prende in giro per le sue visioni. Le mostra anche il suo pollice di seconda mano, trafugato dal "cadavere" di Raines.
Più tardi, Sydney e Miss Parker si trovano nella stanza in cui sono conservati gli oggetti di Jarod e parlano di lui. Sydney ammette che si sente molto in colpa per aver contribuito a rubargli così la vita, Miss Parker confessa che vale per tutti loro. Sydney poi la esorta a sviluppare il suo senso interiore, che ha avuto in eredità dalla madre. Le rivela anche che Catherine aveva avuto la stessa visione della stanza infuocata e dell'anello, e che era morta poco dopo che Sydney l'aveva aiutata a comprendere il suo dono.
Jarod si infiltra nella squadra dell'NSA che sta dando la caccia all'uomo che ha sparato al diplomatico. I due colleghi di Eddie sono gli agenti Zane e Tracer, la prima si dimostra fin dall'inizio sospettosa nei confronti del simulatore, dato che non l'ha mai sentito nominare. I due spiegano a Jarod che il criminale viene chiamato "camaleonte", perché è un genio che può diventare chiunque voglia. Jarod scopre che il Camaleonte ha fatto quattro vittime, ma ne manca ancora una. Quando gli agenti hanno una traccia da seguire, raggiungono l'ultimo rifugio del criminale e lì trovano un ambiente in stile "Jarod", con un clown pupazzo ad attenderli e tanti oggetti, fra i quali vi sono anche dei fotomontaggi di Jarod, il quale si affretta a nasconderli ai colleghi. Ethan lo aiuta ad analizzare le foto e i due si rendono conto che la fotografia con la quale sono state ritoccate le immagini è stata sottratta dagli archivi del Centro.
Sydney aiuta Miss Parker con l'ipnosi e la donna inizia a sentire le voci che sussurrano solo una cosa: "T T". Poco dopo i due ricevono una videochiamata da Jarod, convinto che sia stato qualcuno al Centro a preparare le foto. Sydney, invece, conferma che non sapevano nemmeno che fosse ancora vivo. Anche Ethan inizia a sentire le voci bisbigliare le lettere "T". Entrambi i fratelli manifestano la gioia nel vedere che Miss Parker è ancora viva, Jarod ironizza sul fatto che "nessuno muore davvero al Centro". Poi chiede a Sydney di scoprire la verità sulla sua foto e su "T.T.".
Tornato in ufficio, Jarod riceve una chiamata del Camaleonte, che sembra conoscerlo molto bene e vuole quasi smascherarlo. Gli lascia anche intendere che sa che Eddie si è svegliato, così Jarod va a trovare l'amico in ospedale. Anche se all'inizio Eddie è impaurito e non si fida, Jarod riesce a fargli capire che è ancora la stessa persona con cui è fuggito dal Centro. I due parlano delle loro famiglie, Eddie spiega che il Centro ha smesso quasi subito di dargli la caccia. Poi gli dice la verità su "Starpoints", una simulazione che aveva eseguito anni prima per creare delle coperture per cinque agenti dell'NSA. Il Camaleonte vuole ucciderli tutti, e ne manca solo uno. Proprio quando Jarod chiede a Eddie di "T.T.", un elicottero si affaccia alla finestra e un uomo inizia a sparare nella stanza, riuscendo a colpire Eddie. Prima di morire, l'uomo confessa a Jarod che il Camaleonte è "un uomo morto". Jarod, furioso, incarica Ethan della ricerca di "T.T.", mentre Zane è sconvolta dalla morte del collega, al quale era molto legata. Sentiva che le nascondeva qualcosa e che in fondo era afflitto dalla solitudine, un po' la stessa sensazione che le dà ora Jarod.
Miss Parker, intanto, ha ancora le visioni e per poco non investe Broots nel parcheggio; l'uomo le spiega che ha trovato "T.T.", un certo Tommy Thompson che aveva lavorato come psichiatra al Centro ed era stato trasferito in Africa proprio dopo la fuga di Jarod. Più avanti, il tecnico scopre anche che Thompson non è mai arrivato in Africa e che lo sta cercando anche Lyle.
Tracer installa un localizzatore sul telefono di Jarod. Il Camaleonte lo chiama di nuovo da una spiaggia, facendo capire a Jarod che vuole scoprire cosa succede quando uccide qualcuno di importante per il suo mondo. Tracer scopre che il Camaleonte chiamava da Blue Cove. Il folle chiamava proprio dalla spiaggia su cui si erge il Centro, dove ha lasciato una casa galleggiante colma di oggetti usati da Jarod negli anni di fuga e di libretti rossi. Jarod intuisce che lo conosce davvero bene, ma anche che ha molta cultura, vista la presenza di un paio di occhiali per l'Opera appoggiati su un libro del linguaggio dei segni. Una visita sgradita manda Jarod in ansia quando Lyle va a parlare con gli agenti dell'NSA per chiedere cosa facciano lì. Fortunatamente Lyle non vede Jarod, nascosto sulla barca, però spiega a Tracer che chiunque abbia portato la casa galleggiante lì doveva essere davvero in gamba per eludere la sicurezza del Centro.
Jarod chiama di nuovo Sydney e gli chiede informazioni su "Starpoints", che era un progetto di Tommy Thompson, sulle cui tracce si è messa anche Miss Parker. La donna affronta di nuovo il fratello e gli chiede di Thompson e del padre, ma Lyle non vuole dirle nulla. Poi si reca in un'infermeria di un sottolivello, dove Parker e Broots lo seguono per scoprire che Raines è ancora vivo.
Jarod ed Ethan si rendono conto che nei fotomontaggi del Camaleonte, le mani assumono posizioni strane: sono segni dell'alfabeto dei muti. Jarod le interpreta e scopre che le cinque lettere formano la parola "GHOST", fantasma. Il giorno dopo, il Camaleonte fa mandare un libretto rosso a Jarod, che convince i colleghi che si tratta della sua agenda personale. Zane inizia a dubitare seriamente di lui e chiede a Tracer di fare delle indagini su di lui, ma in segreto. Il libretto rosso invece contiene ritagli di giornali sulle uccisioni del Camaleonte e un invito ad andare da solo a incontrarlo di notte ad Elk Grove Park. Lì Jarod trova una bara vuota con dentro solo un grande origami che raffigura il dio greco del castigo. Jarod ha un flashback e si ricorda di un terzo simulatore, Alex.
A Lyle viene ordinato di uccidere Raines, allora Miss Parker propone al convalescente di salvargli la vita in cambio di risposte. Raines accetta, ma prima vuole essere portato in salvo. Quando Lyle arriva nella sua stanza e spara oltre la tenda, si rende conto che Raines è sparito. Miss Parker lo porta a casa del padre e il dottore le rivela che Thompson era stato assunto per volere di Catherine, la quale gli era molto legata. Sydney manifesta la sua incredulità sulla sparizione di Thompson, allora Raines intuisce che lui non sa la verità sul fatto che Jarod era fuggito insieme ad altri due simulatori. Nello stesso momento, Jarod ricorda la fuga con Eddie e Alex, e di come quest'ultimo fosse caduto accidentalmente nel nucleo di reidratazione del Centro durante la fuga senza che lui potesse trattenerlo quando era scivolato da una grata sopraelevata. Raines spiega che Alex era stato poi mandato in Africa, mentre Eddie non era mai stato inseguito per il poco valore come simulatore. Nel frattempo, scoperta l'identità del Camaleonte, viene rivelato che il signor Parker è stato rapito proprio da Alex.

Miss Parker parla di nuovo con Lyle e gli rivela di aver rintracciato l'ultima chiamata fra lui e il padre prima che fosse rapito da Alex; Lyle le spiega che non le ha detto niente per proteggere il padre e tentare di salvarlo senza coinvolgerla. La donna lo minaccia di staccargli il pollice e allora Lyle le rivela che l'avevano chiamato per tentare di plasmare Alex, ma non ci era riuscito perché era troppo folle. Ora Alex vuole vendicarsi del Centro e del padre.
Broots finalmente trova Thompson, che era stato mandato ad essere "rieducato" e poi a Westbrook, nel Maryland. Essendoci due indirizzi diversi, lui e Miss Parker se li dividono. Nel frattempo, Ethan "sente" che la sorella è in pericolo e decide di andare a uno dei due indirizzi che ha rintracciato a sua volta. Avvisa Jarod che sta andando ad aiutare Miss Parker e lui si manifesta subito in ansia quando Ethan gli rivela che la donna è in pericolo. Alex chiama di nuovo Jarod e lui cerca di disturbare le frequenze della chiamata per non farsi ascoltare dai colleghi. Alex insiste sul difetto di carattere di Jarod che lo porta ad aiutare gli altri, anche se non sono importanti per lui. Jarod cerca di difendersi, ma Alex lo vuole annichilire. Nel frattempo il folle sta facendo qualcosa di strano con delle impronte digitali false e del sangue.
Miss Parker va al primo indirizzo e ci trova un po' di oggetti e, nascosto in un vano, l'anello della visione di sua madre. Quando lo indossa vede riflesso nella pietra il laser di una bomba che ha attivato entrando nella stanza. Riesce a mettersi in salvo appena prima che esploda, ma poi si ritrova incastrata nella dura realtà della sua visione, ossia in trappola e sul punto di morire schiacciata dalla trave infuocata. In quel momento arriva Ethan che la salva e lei capisce che il sogno era in realtà una premonizione.
Al secondo indirizzo, invece, arrivano Jarod e i colleghi dell'NSA, che hanno rintracciato la chiamata di Alex. Lì ci trovano Tommy Thompson morto e, nascosto in un armadio, Broots, al quale Jarod consiglia di non parlare. Raines intanto è sparito, e Miss Parker e Sydney sono preoccupati per Broots. Ethan e Parker parlano molto della visione che entrambi hanno avuto, e poi si ritrovano finalmente a parlare un po' di Catherine.
Broots è in prigione e Jarod deve inventarsi di una scusa per giustificare la sua presenza senza finire nei guai a sua volta. Così finge che Broots abbia rimediato un appuntamento in chat e si sia ritrovato lì per errore. Il giorno dopo falsifica anche la fedina penale di Broots, poi chiama Sydney che gli rivela di aver trovato il quinto nome della simulazione "Starpoints", ossia un'ambasciatrice svedese. Jarod chiama l'ambasciata e scopre che la donna terrà un discorso all'Opera House nel pomeriggio. Nel frattempo Tracer scopre che le impronte insanguinate trovate a casa di Thompson sono di Jarod. Zane inizia a inseguirlo proprio mentre il simulatore recupera Broots. I due sono costretti a scappare e si trovano insieme in macchina, dove Broots inizia a borbottare su tutto ciò che è successo al Centro. È così che Jarod scopre che anche il signor Parker è stato rapito da Alex. Nel frattempo Miss Parker riceve una chiamata dal padre che la esorta ad andare a recuperarlo in un cantiere navale da sola.
Dopo aver abbandonato Broots in mezzo alla strada, Jarod corre all'Opera House e salva la vita all'ambasciatrice, prendendosi una pallottola da Alex. Mentre i poliziotti assistono la donna, Jarod insegue il simulatore nell'attico dell'edificio e i due hanno un cocente scambio di battute, divisi da un cancello che il fuggiasco chiude dietro di sé. Alex rivela che era lui a modificare le simulazioni di Jarod in negativo, e che è stato il pupazzetto del Triumvirato perché lo credevano inferiore a lui. Eddie si è trovato in mezzo proprio mentre Alex si è trovato a dover uccidere i cinque agenti per ordine del Triumvirato. Adescare Jarod è stato semplice, per il suo difetto di carattere che lo porta a rischiare la vita per chi non è importante per il suo mondo. Jarod si arrabbia a queste parole, perché l'ambasciatrice è importante per il mondo. Ma Alex intende dire che l'ambasciatrice è un personaggio importante per "il" mondo, ma non per il "suo" mondo, mentre Miss Parker lo è, e Jarod non sa ancora quanto la donna sia davvero importante per lui, e ora non lo saprà mai. Poi fugge, mentre un furioso Jarod viene raggiunto da Zane e gli altri agenti e le chiede di fidarsi di lui anche se non può spiegarle tutto.
Jarod chiama Ethan per chiedergli dove sia Miss Parker, il fratello rivela che è andata al cantiere navale. Miss Parker trova suo padre chiuso in un sacco e i due sono subito raggiunti da Alex, che le ruba la pistola e minaccia di uccidere il padre. Nel frattempo arriva Jarod, pronto a salvare la vita di entrambi. Miss Parker prende tempo e chiede ad Alex di lasciarle chiedere al padre i segreti sulla sua vita, Alex le dice che è una situazione ironica perché lui in realtà non è suo padre. In quel momento Jarod attacca Alex, al quale parte un colpo di pistola che ferisce il Signor Parker. Jarod insegue Alex nel cantiere finché il Camaleonte non si trova in un vicolo cieco e minaccia di gettarsi nell'oceano sottostante da un'altezza che non lascerebbe scampo. Jarod prova a farlo ragionare, ma Alex non concepisce il cambiamento. Gli rivela anche che il Centro non gli permetterà mai di trovare sua madre e che c'è un motivo se continuano a inseguirlo, non solo perché è un simulatore. Jarod non sa di cosa parli e poco dopo Alex scivola. Jarod prova a trattenerlo, ma Alex si lascia andare, come ultimo gesto per "sconfiggerlo" e portando con sé i segreti sull'identità di Jarod.
Jarod chiama Miss Parker e i due condividono per la prima volta l'emozione di non sapere chi siano veramente, dato che Miss Parker inizia a dubitare dell'identità di suo padre. Ethan è sparito, non si sa se per sua volontà o se portato via da qualcuno. Miss Parker vuole sapere chi è suo padre, Jarod invece vuole la verità sul perché il Centro lo insegue da anni. Come sempre, entrambi hanno domande senza risposte. Poi all'improvviso tutti e due ricevono la stessa mail da qualcuno: una foto che ritrae le loro madri, insieme. Rendendosi conto che è la chiave per il mistero più grande, Jarod intuisce che deve trovare presto le risposte, anche prima di Miss Parker.
Viene infine rivelato che la mail è stata mandata dal Signor Raines, forse per cercare di "fare ammenda" nei confronti dei suoi "figli"...